# Dobbertinia reticulata
Dobbertinia reticulata là một loài côn trùng trong họ Sialidae thuộc bộ Megaloptera. Loài này được Handlirsch in Schröder miêu tả năm 1920.